# Viktor Belenko
Viktor Ivanovitch Belenko (en russe : Виктор Иванович Беленко), né le 15 février 1947 à Naltchik (république de Kabardino-Balkarie, en Union soviétique) et mort le 24 septembre 2023, est un ingénieur aéronautique et un conférencier américain, d'origine soviétique. Il est connu comme un transfuge soviétique, qui passa à l'Ouest aux commandes de son MiG-25 en 1976.

## Biographie

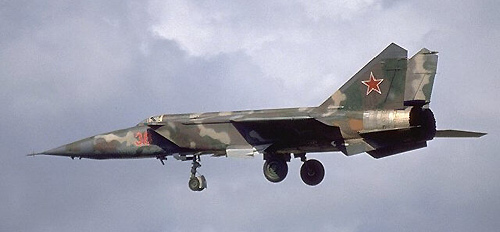
MiG-25.

Belenko était un pilote au 513e régiment de chasseurs de la 11e Armée de l'Air des Forces de Défense aériennes de l'Union soviétique, basé à Tchougouïevka (kraï du Primorie), dans l'Extrême-Orient russe. Le 6 septembre 1976, Belenko réussit à poser son chasseur à réaction Mikoyan-Gourevitch MiG-25 « Foxbat » à l'aéroport de Hakodate, au Japon, après un vol de 990 km sans être repéré alors qu'il ne lui restait plus que deux minutes de carburant. C'était la première fois que des experts occidentaux furent en mesure d'examiner de près cet appareil, qui révéla ainsi ses secrets.
L'asile lui fut accordé par le président des États-Unis Gerald Ford et un fonds spécial fut créé pour lui permettre de mener une vie confortable aux États-Unis, bien différente de la morne existence des pilotes sur les bases aériennes soviétiques, telle que décrite par Belenko. Après sa défection, il fut interrogé pendant cinq mois, puis employé comme consultant pendant plusieurs années.
Le MiG fut démonté, étudié, puis renvoyé en Union soviétique dans une trentaine de caisses. Belenko avait aussi apporté le manuel de pilotage du « Foxbat », dans l'espoir qu'il aiderait les pilotes américains à évaluer et tester l'appareil. Mais le gouvernement japonais autorisa seulement les autorités américaines à examiner l'avion et à faire des essais au sol du radar et des moteurs.
Belenko ne fut pas le seul pilote à avoir fait défection du bloc soviétique de cette manière. En mars et mai 1953, deux pilotes polonais firent chacun voler leur MiG-15 jusqu'au Danemark. En 1985 et 1987, des pilotes d'hélicoptère soviétiques en service en Afghanistan firent défection au Pakistan. Le capitaine Alexander Zouïev posa son MiG-29 à Trabzon, en Turquie, le 20 mai 1989.

## Conséquences de la fuite de Belenko pour l'URSS
Le MiG-25 était une arme top-secrète de l'Union soviétique, dont l'existence n'était même pas connue de la population civile de l'URSS.
Outre les pertes morales et politiques, l'évasion de Belenko a causé d'importants dommages matériels à l'URSS, estimés à environ 2 milliards de roubles soviétiques.
L'URSS a été obligée de remplacer tout l'équipement du système de reconnaissance des avions «ami - ennemis» (IFF) dans tout le pays. Dans le même temps, le nouveau système "Password"[Quoi ?] était déjà développé en 1976 et mis en production en série.
Pour éviter de nouvelles défections, le commandement militaire soviétique a émis une instruction interdisant le remplissage complet des réservoirs de carburant des intercepteurs en Extrême-Orient Russe afin qu'ils ne puissent pas atteindre le Japon. 
Notons que la Hasegawa Corporation a envoyé du personnel pour photographier le MiG-25 avant qu'il ne soit dissimulé et a sorti un kit de maquette en plastique à l’échelle 1/72e du MiG-25 avec des décalcomanies pour correspondant au MiG de Viktor Belenko.

## Source
- (en) Cet article est partiellement ou en totalité issu de l’article de Wikipédia en anglais intitulé « Viktor Belenko » (voir la liste des auteurs).